# 파르한 악타르

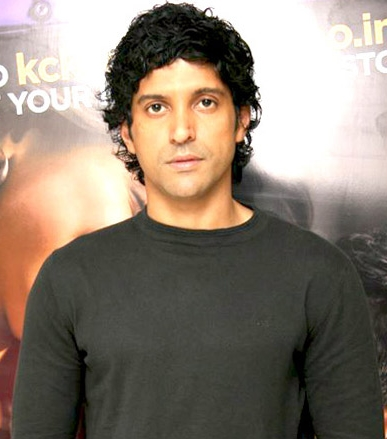
파르한 악타르 (2012년)

파르한 악타르(Farhan Akhtar, 1974년 1월 9일 ~ )는 인도의 영화 감독이다. 아버지는 시인 자베드 악타르, 어머니는 배우 허니 이라니이다. 누나 조야 악타르 역시 영화 감독이다.

## 참여 작품
- 딜 차타 해
- 신부와 편견
- 돈 (2006년 인도 영화)
- 한번 뿐인 내 인생
- 천재 사기꾼 돈: 세상을 속여라
- 달려라 밀카 달려
- 라이스 (2017년 영화)
- 케이.지.에프: 전설의 시작
- 미즈 마블 (드라마)